# Associazione Gruppo di Pisa
L'Associazione "Gruppo di Pisa" (GdP) è un'organizzazione volta allo sviluppo della cultura giuridica, con particolare riferimento al diritto e alla giustizia costituzionale. 
Ha sede presso la Facoltà di Giurisprudenza dell'Università di Pisa alla Piazza dei Cavalieri n. 2.
Al 2024 conta circa 500 soci, fra ordinari, corrispondenti e onorari.

## Storia
L'Associazione ha origine dagli incontri di studio organizzati a partire dal 1990 dal Prof. Roberto Romboli, all'epoca professore ordinario di diritto costituzionale dell'Università di Pisa, riguardanti gli effetti sul sistema della giustizia costituzionale dello smaltimento dell'arretrato che la Corte costituzionale aveva sviluppato con lo scandalo Lockheed. A seguito di alcuni di questi incontri, infatti, i partecipanti hanno ritenuto di dare forma e continuità al progetto, istituendo l'Associazione, presieduta - per la prima volta - dalla Prof.ssa Adele Anzon.
Dalla sua fondazione, l'Associazione si riunisce in convegno, ogni anno, fra i mesi di maggio, giugno e settembre.

## Scopi
L'Associazione - senza scopo di lucro - si prefigge, ai sensi dell'art. 2 del proprio Statuto "[...] lo svolgimento d’attività di promozione nel settore della cultura giuridica, favorendo il dibattito fra studiosi ed operatori in ambito nazionale ed internazionale". 
Per il conseguimento dei propri scopi, si impegna poi ad: 
- organizzare riunioni, conferenze e convegni;
- editare bollettini, rapporti, riviste, libri ed ogni altra pubblicazione cartacea, audiovisiva o multimediale;
- accordare il proprio patrocinio, anche finanziario, a congressi, a pubblicazioni e ad ogni altra iniziativa conforme ai propri scopi;
- aderire o collegarsi ad altri organismi nazionali o internazionali che perseguano finalità analoghe alle proprie.

## Organi sociali
L'Associazione si compone di un Consiglio direttivo, un Collegio dei probiviri e, a partire dal 2022, dal Comitato dei giovani costituzionalisti.

### Consiglio direttivo
In linea con quanto previsto dall'art. 9 dello Statuto, l'Associazione è amministrata da un organo collegiale - il Consiglio direttivo - composto da 7 membri, scelti dai soci riuniti in Assemblea, fra i loro appartenenti. Il mandato dei componenti del Collegio è triennale.
In seno al Consiglio direttivo vengono nominati: un Presidente, un Segretario e un Tesoriere.
A seguito dell'Assemblea per il rinnovo delle cariche del 2025, il Consiglio direttivo è attualmente composto da:
- Prof. Emanuele Rossi (presidente);
- Prof.ssa Elisa Cavasino (vicepresidente);
- Prof.ssa Eleonora Rinaldi (segretaria);
- Prof. Marcello Salerno (tesoriere);
- Prof. Giuseppe Arconzo (membro);
- Dott.ssa Virgilia Fogliame (membro);
- Dott. Nicola Canzian (membro).

In passato, la carica di Presidente è stata ricoperta da:
- Prof.ssa Adele Anzon (dalla fondazione);
- Prof. Roberto Romboli (2002-2004);
- Prof. Antonio Ruggeri (2005-2007);
- Prof. Massimo Luciani (2008-2010);
- Prof. Pasquale Costanzo (2011-2013);
- Prof. Gaetano Azzariti (2014-2016);
- Prof. Paolo Carnevale (2017-2019);
- Prof.ssa Marilisa D'Amico (2020-2022);
- Prof. Massimo Siclari (2022-2025).

### Comitato dei giovani costituzionalisti
Nel corso del mandato del Presidente Carnevale, alcuni soci hanno proposto l'istituzione di un Comitato dei giovani costituzionalisti (CgC), volto a valorizzare il contributo dei soci più giovani con funzioni consultive e di supporto alle cariche sociali ordinarie.
Con la ratifica di un apposito Regolamento, a partire dal 2022 è operante il Comitato dei giovani costituzionalisti che promuove iniziative e forme di coordinamento dei giovani studiosi della materia costituzionale.
Attualmente il Consiglio di presidenza del Comitato è così composto:
- Dott. Giuliano Serges (presidente)
- Dott. Antonello Lo Calzo (vice-presidente)
- Dott. Leonardo Pace (segretario).

## Le riviste
Dal 1996 l'Associazione ha una propria rivista, dapprima denominata "Rivista di Diritto Costituzionale" (1996-2009), ed in seguito continuata sotto il nome di "Gruppo di Pisa. Dibattito aperto sul Diritto e la Giustizia costituzionale", pubblicata in fascicoli e - talora - arricchita da "quaderni monografici" relativi a materie di speciale interesse.